# Benito Jerónimo Feijoo
Benito Jerónimo Feijoo y Montenegro (galicijsky Benito Xerónimo Feixoo e Montenegro; 8. října 1676, Casdemiro, Ourense – 26. srpna 1764, Oviedo, Asturie) byl galicijský spisovatel a učenec, jeden z hlavních představitelů osvícenství ve španělské literatuře.

## Život
Feijoo pocházel z galicijské statkářské rodiny, vstoupil však do benediktinského řádu v klášteře v Samos a studoval nejprve v koleji Ribas do Sil, poté v Salamance. Od roku 1709 učí theologii v koleji sv. Vincenta v Oviedu, kde zůstává po celý svůj dlouhý život. Odmítl nabídku jmenování jak opatem, tak biskupem v Latinské Americe, aby se mohl věnovat svým spisům. Jedním z jeho přátel byl učenec Martín Sarmiento.

## Spisy
Feijoo publikoval své rozsáhlé, kastilsky psané dílo mezi lety 1725 a 1760, některé spisy vyšly posmrtně. Ve své době vzbudily velký ohlas, v 19. století však upadly téměř v zapomnění. Některé pasáže byly vyloučeny dobovou cenzurou jakožto neortodoxní. Je zakladatelem španělské esejistické tradice.
- Teatro crítico universal (Povšechné kritické divadlo) — 118 rozprav formou eseje v osmi svazcích (1726—1740) na nejrůznější témata filosofická, fyzikální, medicínská, zemědělská, historická, literární či sociální
- Cartas eruditas y curiosas (Učené a zvídavé dopisy) — 163 dopisů v pěti svazcích z let 1742—1760
- Varia (Ilustración apologética al primero y segundo tomo del Teatro Crítico, 1729; Justa repulsa de inicuas acusaciones, 1749; etc.)

## Myšlení
Feijoo bývá někdy považován za filosofa, nicméně nevytvářel žádný filosofický systém; jeho hlavní snahou bylo „bojovat proti obvyklým omylům a pověrám“. Věnoval se nejrůznějším tématům, od filosofických až po technické. Zastával pozici umírněného skepticismu; o věcech je nutno pochybovat, v přírodních vědách nacházíme jen pravděpodobnost, přesto je poznání žádoucí a užitečné. Autorita Písma a církve je pro Feijoa nezpochybnitelná, avšak bojuje proti scholastickému myšlení postavenému na aristotelismu, které se ve Španělsku udrželo velmi dlouho.
Feijoo je eklektik, který přebíhá od tématu k tématu (v jeho spisech najdeme obranu Apuleia proti nařčení z čarodějnictví vedle úvahy o zemědělství) a cituje nejrůznější filosofy, básníky, historiky či fyziky. Jeho prameny je antika (často Plinius, Cicero, Plútarchos), renesanční humanismus a novověké myšlení, jež representuje Francis Bacon, Isaac Newton, Nicolas Malebranche a další. Ve svých spisech vyjadřuje zájem o problémy své doby a soucit s chudými.